# Jeździectwo na Letnich Igrzyskach Olimpijskich 2024 – skoki indywidualnie
Skoki przez przeszkody podczas Letnich Igrzyskach Olimpijskich 2024 w Paryżu została rozegrana w dniach 5–6 sierpnia w ogrodach Pałacu wersalskiego.

## Terminarz
| Data       | Godzina |                      |
| ---------- | ------- | -------------------- |
| 5 sierpnia | 14:00   | Runda kwalifikacyjna |
| 6 sierpnia | 10:00   | Finały               |

## Kwalifikacje
Do finału awansowało 30 zawodników z najlepszymi rezultatami.
| Pozycja | Jeździec                 | Narodowość                   | Koń                      | Kary       | Kary        | Kary    | Czas  | Uwagi |
| Pozycja | Jeździec                 | Narodowość                   | Koń                      | przeszkody | limit czasu | łącznie | Czas  | Uwagi |
| ------- | ------------------------ | ---------------------------- | ------------------------ | ---------- | ----------- | ------- | ----- | ----- |
| 1       | Julien Epaillard         | Francja                      | Dubai Du Cedre           | 0.00       | 0.00        | 0.00    | 73.07 | Q     |
| 1       | Shane Sweetnam           | Irlandia                     | James Kann Cruz          | 0.00       | 0.00        | 0.00    | 73.35 | Q     |
| 1       | Daniel Coyle             | Irlandia                     | Legacy                   | 0.00       | 0.00        | 0.00    | 73.64 | Q     |
| 1       | Harrie Smolders          | Holandia                     | Uricas VD Kattevennen    | 0.00       | 0.00        | 0.00    | 74.02 | Q     |
| 1       | Martin Fuchs             | Szwajcaria                   | Leone Jei                | 0.00       | 0.00        | 0.00    | 74.20 | Q     |
| 1       | Steve Guerdat            | Szwajcaria                   | Dynamix De Belheme       | 0.00       | 0.00        | 0.00    | 74.33 | Q     |
| 1       | Henrik von Eckermann     | Szwecja                      | King Edward              | 0.00       | 0.00        | 0.00    | 74.50 | Q     |
| 1       | Emanuele Camilli         | Włochy                       | Odense Odeveld           | 0.00       | 0.00        | 0.00    | 75.10 | Q     |
| 1       | Kim Emmen                | Holandia                     | Imagine                  | 0.00       | 0.00        | 0.00    | 75.33 | Q     |
| 1       | Abdulrahman Alrajhi      | Arabia Saudyjska             | Ventago                  | 0.00       | 0.00        | 0.00    | 75.35 | Q     |
| 1       | Harry Charles            | Wielka Brytania              | Romeo 88                 | 0.00       | 0.00        | 0.00    | 75.72 | WD    |
| 1       | Scott Brash              | Wielka Brytania              | Jefferson                | 0.00       | 0.00        | 0.00    | 75.78 | Q     |
| 1       | Stephan Barcha           | Brazylia                     | Primavera                | 0.00       | 0.00        | 0.00    | 76.03 | Q     |
| 1       | Victoria Gulliksen       | Norwegia                     | Mistral van de Vogelzang | 0.00       | 0.00        | 0.00    | 76.24 | Q     |
| 1       | Gilles Thomas            | Belgia                       | Ermitage Kalone          | 0.00       | 0.00        | 0.00    | 76.68 | Q     |
| 1       | Karl Cook                | Stany Zjednoczone            | Caracole de la Roque     | 0.00       | 0.00        | 0.00    | 76.97 | Q     |
| 1       | Rodrigo Pessoa           | Brazylia                     | Major Tom                | 0.00       | 0.00        | 0.00    | 77.03 | Q     |
| 1       | Andres Azcarraga         | Meksyk                       | Contendros 2             | 0.00       | 0.00        | 0.00    | 77.21 | Q     |
| 1       | Ramzy Al-Duhami          | Arabia Saudyjska             | Untouchable 32           | 0.00       | 0.00        | 0.00    | 77.48 | Q     |
| 1       | Takashi Haase Shibayama  | Japonia                      | Karamell M & M           | 0.00       | 0.00        | 0.00    | 78.97 | Q     |
| 21      | Omar Al Marzouqi         | Zjednoczone Emiraty Arabskie | Enjoy de la Mure         | 0.00       | 1.00        | 1.00    | 79.56 | Q     |
| 22      | Maikel van der Vleuten   | Holandia                     | Beauville Z              | 4.00       | 0.00        | 4.00    | 70.94 | Q     |
| 22      | Grégory Wathelet         | Belgia                       | Bond JamesBond De Hey    | 4.00       | 0.00        | 4.00    | 71.97 | Q     |
| 22      | Christian Kukuk          | Niemcy                       | Checker 47               | 4.00       | 0.00        | 4.00    | 72.00 | Q     |
| 22      | Simon Delestre           | Francja                      | I Amelusina R 51         | 4.00       | 0.00        | 4.00    | 72.64 | Q     |
| 22      | Max Kühner               | Austria                      | Elektric Blue P          | 4.00       | 0.00        | 4.00    | 73.04 | Q     |
| 22      | Laura Kraut              | Stany Zjednoczone            | Baloutinue               | 4.00       | 0.00        | 4.00    | 73.22 | Q     |
| 22      | Ben Maher                | Wielka Brytania              | Dallas Vegas Batilly     | 4.00       | 0.00        | 4.00    | 73.24 | Q     |
| 22      | José Maria Larocca       | Argentyna                    | Viens Tu De Sey          | 4.00       | 0.00        | 4.00    | 73.33 | Q     |
| 22      | Philipp Weishaupt        | Niemcy                       | Zineday                  | 4.00       | 0.00        | 4.00    | 73.42 | Q     |
| 22      | Mario Deslauriers        | Kanada                       | Emerson                  | 4.00       | 0.00        | 4.00    | 74.93 | Q     |
| 32      | Rolf-Göran Bengtsson     | Szwecja                      | Zuccero HV               | 4.00       | 0.00        | 4.00    | 75.15 |       |
| 32      | Cian O'Connor            | Irlandia                     | Maurice                  | 4.00       | 0.00        | 4.00    | 75.17 |       |
| 32      | McLain Ward              | Stany Zjednoczone            | Ilex                     | 4.00       | 0.00        | 4.00    | 75.50 |       |
| 32      | Jérôme Guery             | Belgia                       | Quel Homme De Hus        | 4.00       | 0.00        | 4.00    | 75.54 |       |
| 32      | Katharina Rhomberg       | Austria                      | Colestus Cambridge       | 4.00       | 0.00        | 4.00    | 75.55 |       |
| 32      | Erynn Ballard            | Kanada                       | Nikka VD Bisschop        | 4.00       | 0.00        | 4.00    | 76.60 |       |
| 32      | Olivier Perreau          | Francja                      | Dorai D'Aiguilly         | 4.00       | 0.00        | 4.00    | 76.94 |       |
| 32      | Ismael García Roque      | Hiszpania                    | Tirano                   | 4.00       | 0.00        | 4.00    | 76.97 |       |
| 32      | Eugenio Garza            | Meksyk                       | Contago                  | 4.00       | 0.00        | 4.00    | 77.02 |       |
| 32      | Andreas Schou            | Dania                        | Napoli VH Nederassenthof | 4.00       | 0.00        | 4.00    | 77.11 |       |
| 42      | Robin Muhr               | Izrael                       | Galaxy HM                | 8.00       | 0.00        | 8.00    | 73.46 |       |
| 42      | Peder Fredricson         | Szwecja                      | Catch Me Not S           | 8.00       | 0.00        | 8.00    | 74.50 |       |
| 42      | Hilary Scott             | Australia                    | Milky Way                | 8.00       | 0.00        | 8.00    | 74.71 |       |
| 42      | Edouard Schmitz          | Szwajcaria                   | Gamin Van't Naastveldhof | 8.00       | 0.00        | 8.00    | 75.02 |       |
| 42      | Khaled Almobty           | Arabia Saudyjska             | Jaguar King WD           | 8.00       | 0.00        | 8.00    | 75.87 |       |
| 42      | Edwina Tops-Alexander    | Australia                    | Fellow Castlefield       | 8.00       | 0.00        | 8.00    | 76.26 |       |
| 42      | Duarte Seabra            | Portugalia                   | Dourados 2               | 8.00       | 0.00        | 8.00    | 76.27 |       |
| 42      | Federico Fernández       | Meksyk                       | Romeo                    | 8.00       | 0.00        | 8.00    | 76.58 |       |
| 42      | Tiffany Foster           | Kanada                       | Figor                    | 8.00       | 0.00        | 8.00    | 76.78 |       |
| 42      | Thaisa Erwin             | Australia                    | Hialita B                | 8.00       | 0.00        | 8.00    | 78.12 |       |
| 42      | Adam Grzegorzewski       | Polska                       | Issem                    | 8.00       | 0.00        | 8.00    | 78.40 |       |
| 42      | Dawid Kubiak             | Polska                       | Flash Blue B             | 8.00       | 0.00        | 8.00    | 78.63 |       |
| 54      | Taizo Sugitani           | Japonia                      | Quincy 194               | 8.00       | 1.00        | 9.00    | 79.57 |       |
| 55      | Richard Vogel            | Niemcy                       | United Touch S           | 12.00      | 0.00        | 12.00   | 70.80 |       |
| 55      | Kristaps Neretnieks      | Łotwa                        | Palladium KJV            | 12.00      | 0.00        | 12.00   | 73.66 |       |
| 55      | Ioli Mytilineou          | Grecja                       | L'Artiste De Toxandra    | 12.00      | 0.00        | 12.00   | 74.32 |       |
| 55      | Maksymilian Wechta       | Polska                       | Chepettano               | 12.00      | 0.00        | 12.00   | 76.19 |       |
| 55      | Gerfried Puck            | Austria                      | Naxcel V                 | 12.00      | 0.00        | 12.00   | 77.34 |       |
| 60      | Sergio Álvarez Moya      | Hiszpania                    | Puma HS                  | 12.00      | 1.00        | 13.00   | 79.75 |       |
| 61      | Salim Ahmed Al-Suwaidi   | Zjednoczone Emiraty Arabskie | Foncetti VD Heffinck     | 16.00      | 0.00        | 16.00   | 76.42 |       |
| 62      | Yuri Mansur              | Brazylia                     | Miss Blue                | 4.00       | 15.00       | 19.00   | 93.37 |       |
| 63      | Luis Fernando Larrazabal | Wenezuela                    | Condara                  | 20.00      | 0.00        | 20.00   | 74.19 |       |
| 63      | Isabella Russekoff       | Izrael                       | C Vier 2                 | 20.00      | 0.00        | 20.00   | 76.13 |       |
| 65      | Agustín Covarrubias      | Chile                        | Nelson Du Petit Vivier   | 28.00      | 3.00        | 31.00   | 81.68 |       |
| 66      | René Lopez               | Kolumbia                     | Kheros Van't Hoogeinde   | 20.00      | 19.00       | 39.00   | 97.59 |       |
|         | Janakabhorn Karunayadhaj | Tajlandia                    | Kinmar Agalu             | EL         | EL          | EL      | EL    | EL    |
|         | Eduardo Álvarez Aznar    | Hiszpania                    | Caprice Du Vigneul       | RT         | RT          | RT      | RT    | RT    |
|         | My Relander              | Estonia                      | Expert                   | RT         | RT          | RT      | RT    | RT    |
|         | Daniel Bluman            | Izrael                       | Ladriano Z               | RT         | RT          | RT      | RT    | RT    |
|         | Eiken Sato               | Japonia                      | Conthargo-Blue           | RT         | RT          | RT      | RT    | RT    |
|         | Andrius Petrovas         | Litwa                        | Linkolns                 | RT         | RT          | RT      | RT    | RT    |
|         | Abdulla Al-Marri         | Zjednoczone Emiraty Arabskie | McGregor                 | RT         | RT          | RT      | RT    | RT    |
|         | Amre Hamcho              | Syria                        | Vagabon Des Forets       | WD         | WD          | WD      | WD    | WD    |

## Finał
| Pozycja | Jeździec                | Narodowość                   | Koń                      | Kary       | Kary        | Kary    | Czas  | Uwagi |
| Pozycja | Jeździec                | Narodowość                   | Koń                      | przeszkody | limit czasu | łącznie | Czas  | Uwagi |
| ------- | ----------------------- | ---------------------------- | ------------------------ | ---------- | ----------- | ------- | ----- | ----- |
| =1      | Steve Guerdat           | Szwajcaria                   | Dynamix De Belheme       | 0.00       | 0.00        | 0.00    | 80.99 | Q     |
| =1      | Maikel van der Vleuten  | Holandia                     | Beauville Z              | 0.00       | 0.00        | 0.00    | 82.06 | Q     |
| =1      | Christian Kukuk         | Niemcy                       | Checker 47               | 0.00       | 0.00        | 0.00    | 82.38 | Q     |
| 4       | Julien Epaillard        | Francja                      | Dubai Du Cedre           | 4.00       | 0.00        | 4.00    | 79.18 |       |
| 5       | Stephan Barcha          | Brazylia                     | Primavera                | 4.00       | 0.00        | 4.00    | 80.07 |       |
| 6       | Scott Brash             | Wielka Brytania              | Jefferson                | 4.00       | 0.00        | 4.00    | 81.23 |       |
| 7       | Max Kühner              | Austria                      | Elektric Blue P          | 4.00       | 0.00        | 4.00    | 81.29 |       |
| 8       | Laura Kraut             | Stany Zjednoczone            | Baloutinue               | 4.00       | 0.00        | 4.00    | 81.61 |       |
| 9       | Ben Maher               | Wielka Brytania              | Dallas Vegas Batilly     | 4.00       | 0.00        | 4.00    | 81.70 |       |
| 10      | Martin Fuchs            | Szwajcaria                   | Leone Jei                | 4.00       | 0.00        | 4.00    | 82.21 |       |
| 11      | Ramzy Al-Duhami         | Arabia Saudyjska             | Untouchable 32           | 4.00       | 0.00        | 4.00    | 82.73 |       |
| 12      | Philipp Weishaupt       | Niemcy                       | Zineday                  | 4.00       | 1.00        | 5.00    | 84.14 |       |
| 13      | Abdulrahman Alrajhi     | Arabia Saudyjska             | Ventago                  | 4.00       | 2.00        | 6.00    | 85.68 |       |
| 14      | Harrie Smolders         | Holandia                     | Uricas VD Kattevennen    | 4.00       | 2.00        | 6.00    | 85.75 |       |
| 15      | Grégory Wathelet        | Belgia                       | Bond JamesBond De Hey    | 8.00       | 0.00        | 8.00    | 78.76 |       |
| 16      | Karl Cook               | Stany Zjednoczone            | Caracole de la Roque     | 8.00       | 0.00        | 8.00    | 79.72 |       |
| 17      | Simon Delestre          | Francja                      | I Amelusina R 51         | 8.00       | 0.00        | 8.00    | 81.25 |       |
| 18      | Mario Deslauriers       | Kanada                       | Emerson                  | 8.00       | 0.00        | 8.00    | 82.64 |       |
| 19      | Omar Al Marzouqi        | Zjednoczone Emiraty Arabskie | Enjoy de la Mure         | 8.00       | 0.00        | 8.00    | 83.38 |       |
| 20      | Gilles Thomas           | Belgia                       | Ermitage Kalone          | 8.00       | 0.00        | 8.00    | 83.95 |       |
| 21      | Emanuele Camilli        | Włochy                       | Odense Odeveld           | 12.00      | 0.00        | 12.00   | 81.08 |       |
| 22      | Shane Sweetnam          | Irlandia                     | James Kann Cruz          | 12.00      | 0.00        | 12.00   | 82.03 |       |
| 23      | Kim Emmen               | Holandia                     | Imagine                  | 12.00      | 0.00        | 12.00   | 83.52 |       |
| 24      | Victoria Gulliksen      | Norwegia                     | Mistral van de Vogelzang | 12.00      | 1.00        | 13.00   | 84.83 |       |
| 25      | José Maria Larocca      | Argentyna                    | Viens Tu De Sey          | 20.00      | 0.00        | 20.00   | 81.82 |       |
|         | Andres Azcarraga        | Meksyk                       | Contendros 2             | EL         | EL          | EL      | EL    | EL    |
|         | Henrik von Eckermann    | Szwecja                      | King Edward              | EL         | EL          | EL      | EL    | EL    |
|         | Rodrigo Pessoa          | Brazylia                     | Major Tom                | RT         | RT          | RT      | RT    | RT    |
|         | Daniel Coyle            | Irlandia                     | Legacy                   | RT         | RT          | RT      | RT    | RT    |
|         | Takashi Haase Shibayama | Japonia                      | Karamell M & M           | RT         | RT          | RT      | RT    | RT    |

### Dogrywka
| Pozycja | Jeździec               | Narodowość | Koń                | Kary | Czas (s) |
| ------- | ---------------------- | ---------- | ------------------ | ---- | -------- |
| złoto   | Christian Kukuk        | Niemcy     | Checker 47         | 0    | 38.34    |
| srebro  | Steve Guerdat          | Szwajcaria | Dynamix De Belheme | 4    | 38.38    |
| brąz    | Maikel van der Vleuten | Holandia   | Beauville Z        | 4    | 39.12    |